# Megalobrama skolkovii
 Megalobrama skolkovii és una espècie de peix cipriniforme de la família dels ciprínids que es troba a Euràsia.